# Tuñame
Tuñame es una población de carácter agrícola y turístico, es además, uno de los centros poblados más grandes de la zona y del estado Trujillo, Venezuela. Es centro de la junta parroquial de la parroquia Tuñame. Se encuentra localizado dentro de un valle en el extremo sur de Trujillo y constituye parte de este límite con el vecino estado Mérida en la Cordillera de Mérida. Tuñame se encuentra en una zona privilegiada del páramo andino, donde se asientan mesetas, montañas y bosques con una altitud a nivel de la plaza Bolívar de 2731 m s. n. m.